# 바오안족
바오안족(중국어: 保安族 bǎoān[*])은 중화인민공화국에 거주하는 몽골계 민족으로 중국 정부에 의해서 인정된 56개의 소수민족 중 하나로 보난족(Bonan)으로도 표기한다. 대부분이 수니파 이슬람교를 믿으며, 일부 칭하이성에 사는 소수가 라마교를 신봉한다. 2000년의 제5차 전국인구조사 통계에서 인구는 16,505명으로, 중국 정부가 공인하는 56개의 민족 중에서 46번째로 많다. 인구의 대부분이 간쑤성 지스산 바오안족 둥샹족 사라족 자치현(積石山保安族東郷族撒拉族自治県)에 살며, 소수가 간쑤성 린샤 후이족 자치주 및 칭하이성 순화현에 거주하고 있다.

## 언어
바오안족은 몽골어족에 속하는 바오안어를 말한다. 칭하이에 사는 바오안족이 말하는 바오안어는 간쑤에 사는 바오안족의 것과는 약간 차이가 존재한다. 이것은 칭하이에 사는 바오안족이 티베트어, 간쑤에 사는 바오안족이 한어(중국어)로부터 각각 영향을 받았기 때문이다.

## 기원
바오안족은 원나라 대에서 명나라 대에 걸쳐 칭하이에 주둔했으며, 동치제의 치세기(1862년 - 1874년)에 간쑤에 정주하기 시작한 이슬람교를 믿는 몽골 병사의 후예라고 추측하고 있다.

## 문화
바오안족의 문화는 부근에 거주하는 둥샹족 및 회족의 그것과 많은 유사점을 가지고 있다. 그들의 복장은 티베트인, 회족, 둥샹족의 의복 특징을 혼합한 것이다. 간쑤 바오안족의 여성은 화려하고 밝은 색 복장을 좋아하며, 폭이 넓은 다양한 색상의 바지를 착용하고 있다. 또 바오안족의 여성은 혼인 상태에 의해 다른 색 베일을 착용해, 이미 결혼한 사람은 흑색, 미혼녀는 녹색의 베일을 착용한다. 바오안족의 남자는 백색이나 흑색의 옷감으로 터번을 두르며, 백색의 윗도리를 착용한다.
바오안족은 보안도(保安刀), 또는 보안요도(保安腰刀)로 불리는 상질의 도를 만드는 기술로 유명하다. 보안도는 도의 외관이 아름답고, 예리하고 내구성이 뛰어나다. 바오안족의 수입의 일부는 이 도의 매상에서 나온다. 그 외에 바오안족은 농업이나 축산업에 종사하고 있다.

## 같이 보기
- 중국의 소수민족